# Stauroteca

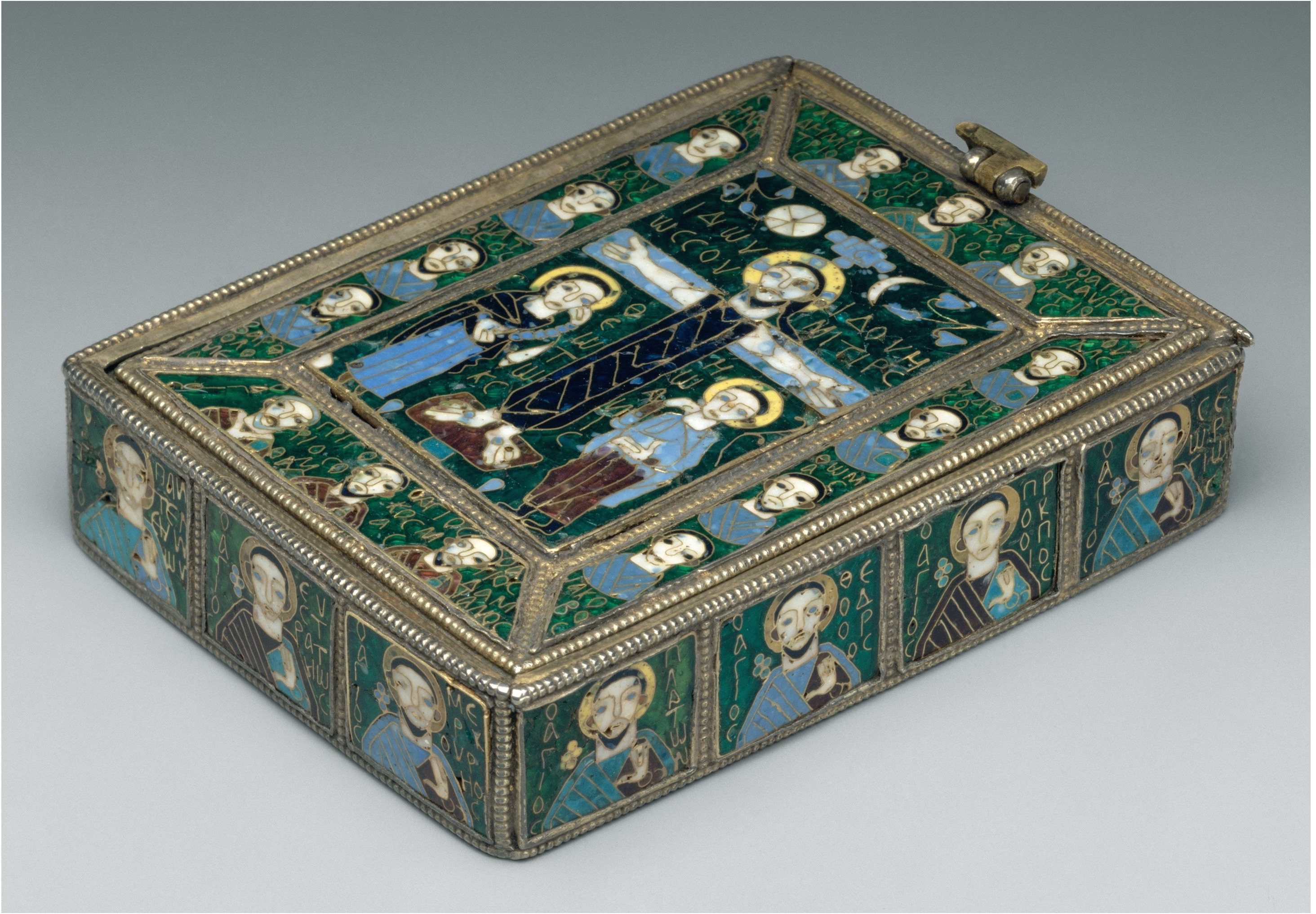
Stauroteca bizantina (sec. IX)

Una stauroteca è un reliquiario destinato a contenere frammenti del legno della croce di Cristo.  Nato nell'ambito del Cristianesimo greco-ortodosso si diffuse poi anche in Europa occidentale.

## Etimologia
Il termine deriva dalle parole greche stauròs, cioè croce, e theke, che significa raccolta, collezione.

## Tipologie
La stauroteca ha spesso forma di croce o di teca rettangolare e piatta, a volte con ricettacoli cruciformi usati per custodire la reliquia. È spesso realizzata con metalli preziosi e riccamente decorati.